# Beaufour-Druval
Beaufour-Druval est une commune française, située dans le département du Calvados en région Normandie, peuplée de 444 habitants.

## Géographie
| Saint-Jouin     | Cresseveuille   | Danestal, Bonnebosq   |
| Saint-Jouin     | Beaufour-Druval | Auvillars, Repentigny |
| Beuvron-en-Auge | Gerrots         | Rumesnil              |

### Hydrographie
La commune est située dans le bassin Seine-Normandie. Elle est drainée par le ruisseau de Druval, le fossé 12 de la Garenne, le fossé 01 de la Cour le Lion, le fossé 01 des Groisilliers, le fossé 01 des Domaines, le cours d'eau 08 du Moulin, le fossé 01 du Val au Loup et le ruisseau de Caudemuche,,.

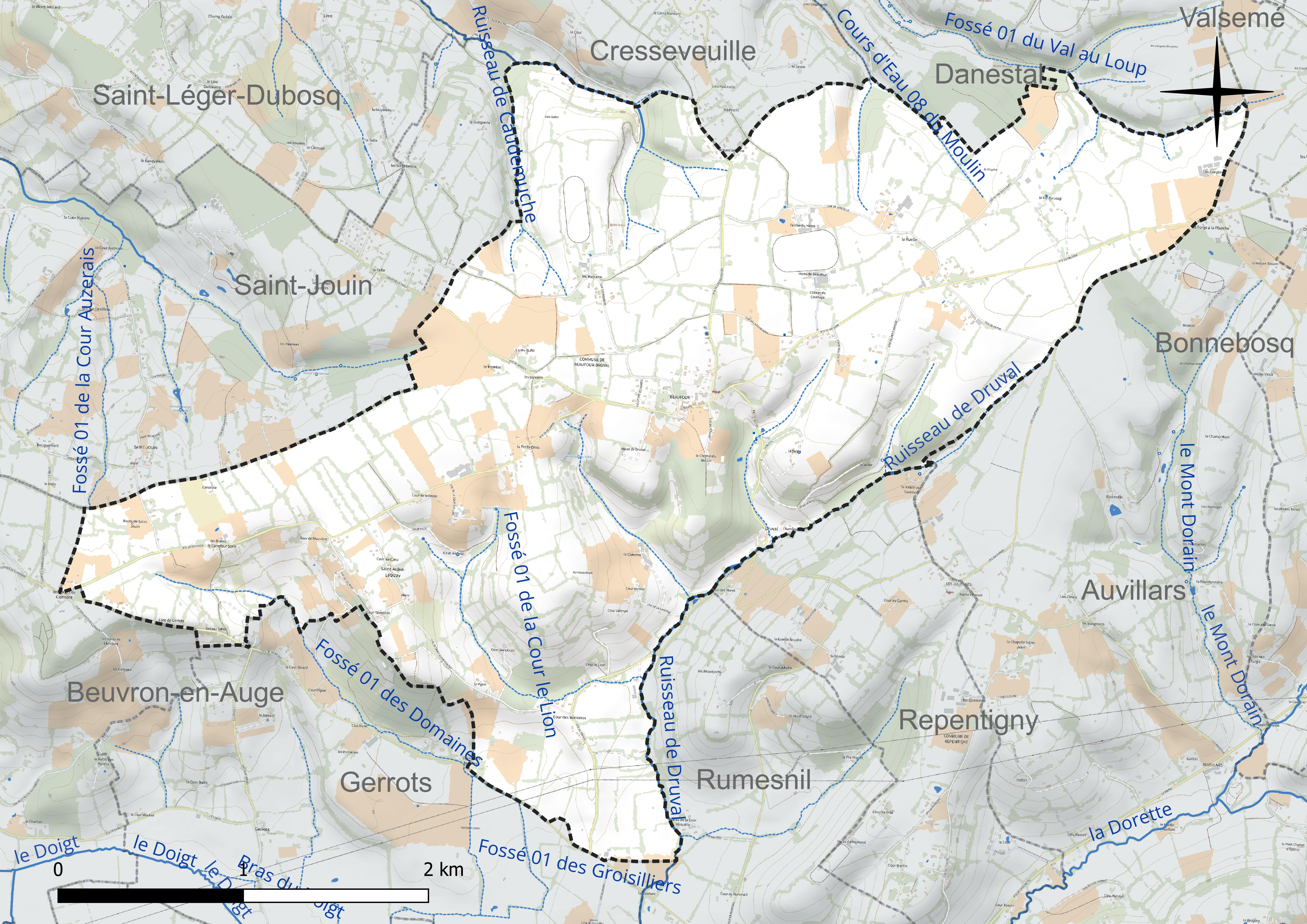
Réseau hydrographique de Beaufour-Druval.

### Climat
Pour des articles plus généraux, voir Climat de la Normandie et Climat du Calvados.
En 2010, le climat de la commune est de type climat océanique franc, selon une étude du CNRS s'appuyant sur une série de données couvrant la période 1971-2000. En 2020, Météo-France publie une typologie des climats de la France métropolitaine dans laquelle la commune est exposée à un climat océanique et est dans la région climatique  Normandie (Cotentin, Orne), caractérisée par une pluviométrie relativement élevée (850 mm/a) et un été frais (15,5 °C) et venté. Parallèlement le GIEC normand, un groupe régional d'experts sur le climat, différencie quant à lui, dans une étude de 2020, trois grands types de climats pour la région Normandie, nuancés à une échelle plus fine par les facteurs géographiques locaux. La commune est, selon ce zonage, exposée à un « climat contrasté des collines », correspondant au Pays d'Auge, Lieuvin et Roumois, moins directement soumis aux flux océaniques et connaissant toutefois des précipitations assez marquées en raison des reliefs collinaires qui favorisent leur formation.
Pour la période 1971-2000, la température annuelle moyenne est de 10,4 °C, avec  une amplitude thermique annuelle de 13 °C. Le cumul annuel moyen de précipitations est de 841 mm, avec 13 jours de précipitations en janvier et 8,3 jours en juillet. Pour la période 1991-2020, la température moyenne annuelle observée sur la station météorologique la plus proche, située sur la commune de Lisieux à 16 km à vol d'oiseau, est de 11,7 °C et le cumul annuel moyen de précipitations est de 881,4 mm,. Pour l'avenir, les paramètres climatiques de la commune estimés pour 2050 selon différents scénarios d'émission de gaz à effet de serre sont consultables sur un site dédié publié par Météo-France en novembre 2022.

## Urbanisme

### Typologie
Au 1er janvier 2024, Beaufour-Druval est catégorisée commune rurale à habitat très dispersé, selon la nouvelle grille communale de densité à 7 niveaux définie par l'Insee en 2022.
Elle est située hors unité urbaine. Par ailleurs la commune fait partie de l'aire d'attraction de Dives-sur-Mer, dont elle est une commune de la couronne,. Cette aire, qui regroupe 12 communes, est catégorisée dans les aires de moins de 50 000 habitants,.

### Occupation des sols
L'occupation des sols de la commune, telle qu'elle ressort de la base de données européenne d'occupation biophysique des sols Corine Land Cover (CLC), est marquée par l'importance des territoires agricoles (99,2 % en 2018), une proportion identique à celle de 1990 (99,2 %). La répartition détaillée en 2018 est la suivante : 
prairies (86,5 %), terres arables (8,2 %), zones agricoles hétérogènes (4,5 %), forêts (0,8 %). L'évolution de l'occupation des sols de la commune et de ses infrastructures peut être observée sur les différentes représentations cartographiques du territoire : la carte de Cassini (XVIIIe siècle), la carte d'état-major (1820-1866) et les cartes ou photos aériennes de l'IGN pour la période actuelle (1950 à aujourd'hui).

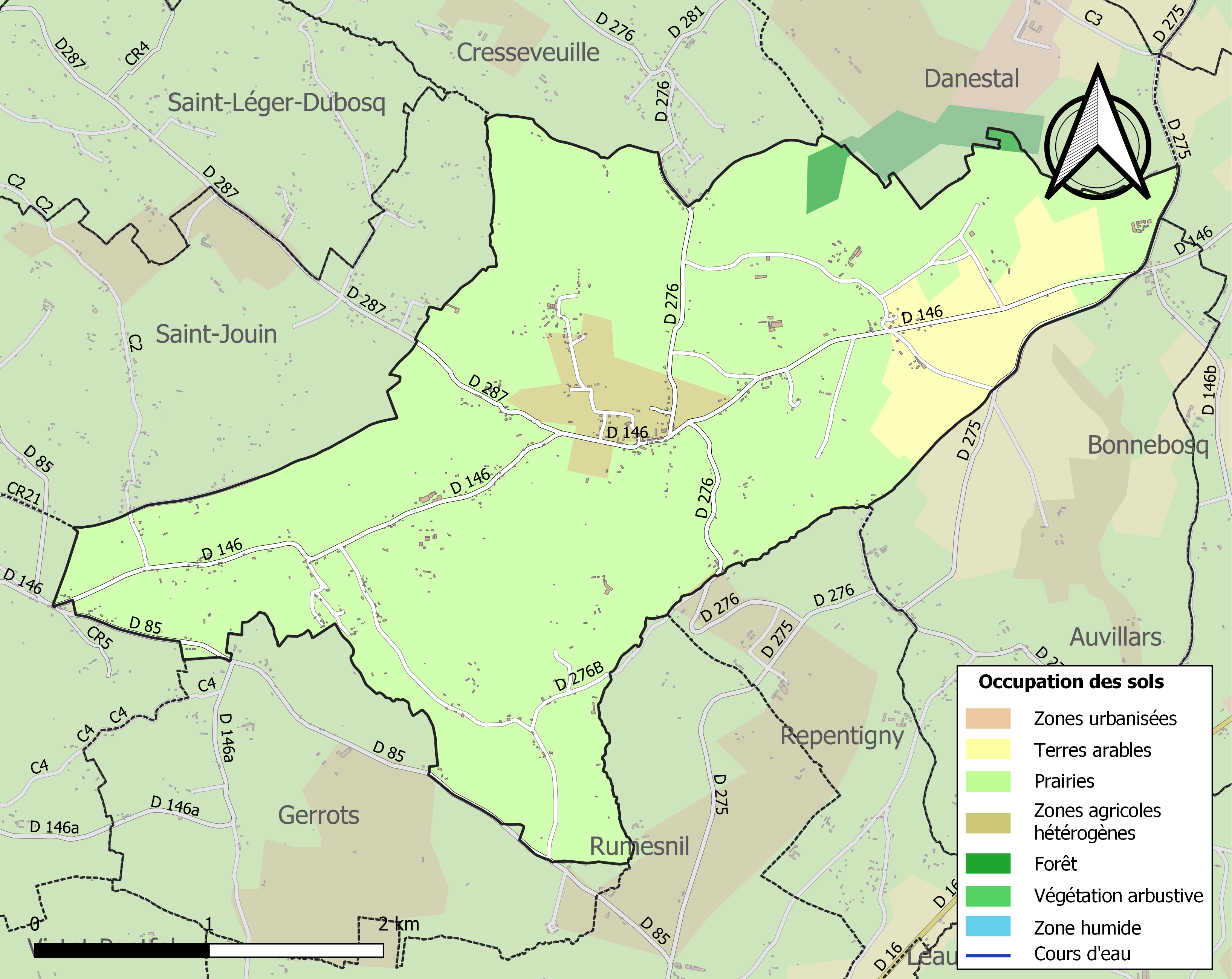
Carte des infrastructures et de l'occupation des sols de la commune en 2018 (CLC).

## Toponymie
Beaufour est attesté sous sa forme romane Belfou en 1040 / 1042 et 1066 ; Belfo en 1066 ; Belfao en 1102 - 1103 ; Belfou en 1181 - 1189 ; Bello Fago en 1195 (Stapelton 280),. 
L'étymologie du second élément -four est sans rapport avec le mot four comme le montrent les formes anciennes, mais avec le hêtre, jadis désigné fou dans l'ouest. L'adjonction artificielle d'un -r résulte du fait qu'il s'amuït généralement en position finale dans les prononciations populaires et dialectales, notamment en Normandie cf. les toponymes en -fleur, les rues aux Ours, etc., d'où cette mauvaise interprétation du mot.
Le nom de la localité de Druval est attesté sous les formes [Turgisus de] Drudeval (sans date) ; [Turgis de] Drutval (sans date) ; [Thomas de] Druval vers 1153 ; [Ecclesia de] Druval en 1221. 
L'appellatif roman -val représente le substantif val « val, vallée »,. Albert Dauzat qui ne connaissait qu'une forme tardive où le -d / -t s'était déjà amuï, a tout de même proposé d'interpréter l'élément Dru- par un anthroponyme germanique en Drud- (il existe un nom de personne vieux norrois équivalent : Þrúðr, dérivé de *þrúðr « force », identique au vieil anglais þrúðr « force »), compatible avec les formes ancienne, en revanche René Lepelley suggère d'identifier l'adjectif dru avec le sens de « florissant » (d'où un « val florissant »), alors que les formes les plus anciennes, dont il n'avait pas connaissance, ne vont pas dans ce sens et que la signification « florissant » ne va pas de soi. Plus récemment, François de Beaurepaire a considéré que Drude- / Drut- représentait en fait l'ancien scandinave druth (comprendre druð) « sec », or ce *druth ne semble pas attesté et résulte sans doute d'une confusion de cet auteur avec l'anglais dialectal drouth « secheresse », variante de drought et apparenté à dry « sec ». En revanche, l'ancien scandinave avait þurr « sec » (islandais þurr, ancien danois thur, néonorvégien turr, torr). Cet adjectif þurr est tout aussi incompatible que dru avec les formes anciennes, en outre l'association d'un adjectif norrois avec un appellatif roman est exceptionnelle dans la toponymie normande.
Le gentilé est Beaufourquais-Druvalais.

## Histoire
Beaufour est probablement le lieu d'origine de Guillaume ou William de Beaufou (en), évêque de Thetford de 1086 à 1091 et de Richard de Beaufou, évêque d'Avranches de 1134 à 1142, sans doute parent avec le précédent.
Raoul de Beaufour figure parmi les combattants de la  bataille d'Hastings.
Les terres de Beaufour, Druval et Saint-Aubin de Lébizay firent partie du marquisat de Beuvron, érigé en août 1593 pour Pierre d'Harcourt ; certains de ses descendants prirent la qualité de marquis de Beaufou.
En 1972, Beaufour (127 habitants en 1968, au nord) et Saint-Aubin-Lébizay (85 habitants, à l'ouest) s'associent à Druval (105 habitants). La commune ainsi constituée prend le nom de Beaufour-Druval et le code Insee de Druval.

## Politique et administration
| Période                                  | Période   | Identité            | Étiquette | Qualité     |
| ---------------------------------------- | --------- | ------------------- | --------- | ----------- |
| (maire en 1981)                          | 1995      | Albert Biron        |           |             |
| 1995                                     | mars 2008 | Gérard Desvoye      | SE        | Agriculteur |
| mars 2008                                | En cours  | Jean-Pierre Mercher | SE        | Agriculteur |
| Les données manquantes sont à compléter. |           |                     |           |             |

Le conseil municipal est composé de onze membres dont le maire et deux adjoints.

## Démographie
L'évolution du nombre d'habitants est connue à travers les recensements de la population effectués dans la commune depuis 1793. Pour les communes de moins de 10 000 habitants, une enquête de recensement portant sur toute la population est réalisée tous les cinq ans, les populations de référence des années intermédiaires étant quant à elles estimées par interpolation ou extrapolation. Pour la commune, le premier recensement exhaustif entrant dans le cadre du nouveau dispositif a été réalisé en 2008.
En 2022, la commune comptait 444 habitants, en évolution de +0,68 % par rapport à 2016 (Calvados : +1,58 %, France hors Mayotte : +2,11 %).
| 1793 | 1800 | 1806 | 1821 | 1831 | 1836 | 1841 | 1846 | 1851 |
| ---- | ---- | ---- | ---- | ---- | ---- | ---- | ---- | ---- |
| 350  | 176  | 243  | 252  | 211  | 230  | 213  | 181  | 163  |

| 1856 | 1861 | 1866 | 1872 | 1876 | 1881 | 1886 | 1891 | 1896 |
| ---- | ---- | ---- | ---- | ---- | ---- | ---- | ---- | ---- |
| 163  | 149  | 152  | 137  | 130  | 148  | 134  | 140  | 149  |

| 1901 | 1906 | 1911 | 1921 | 1926 | 1931 | 1936 | 1946 | 1954 |
| ---- | ---- | ---- | ---- | ---- | ---- | ---- | ---- | ---- |
| 155  | 125  | 129  | 118  | 125  | 106  | 114  | 116  | 96   |

| 1962 | 1968 | 1975 | 1982 | 1990 | 1999 | 2006 | 2008 | 2013 |
| ---- | ---- | ---- | ---- | ---- | ---- | ---- | ---- | ---- |
| 131  | 105  | 239  | 293  | 323  | 362  | 416  | 432  | 421  |

| 2018 | 2022 | - | - | - | - | - | - | - |
| ---- | ---- | - | - | - | - | - | - | - |
| 447  | 444  | - | - | - | - | - | - | - |

| 1793 | 1800 | 1806 | 1821 | 1831 | 1836 | 1841 | 1846 | 1851 |
| ---- | ---- | ---- | ---- | ---- | ---- | ---- | ---- | ---- |
| 322  | 255  | 327  | 317  | 271  | 319  | 281  | 261  | 225  |

| 1856 | 1861 | 1866 | 1872 | 1876 | 1881 | 1886 | 1891 | 1896 |
| ---- | ---- | ---- | ---- | ---- | ---- | ---- | ---- | ---- |
| 247  | 230  | 233  | 223  | 218  | 210  | 219  | 192  | 165  |

| 1901 | 1906 | 1911 | 1921 | 1926 | 1931 | 1936 | 1946 | 1954 |
| ---- | ---- | ---- | ---- | ---- | ---- | ---- | ---- | ---- |
| 166  | 183  | 166  | 133  | 128  | 136  | 136  | 128  | 116  |

| 1962 | 1968 | - | - | - | - | - | - | - |
| ---- | ---- | - | - | - | - | - | - | - |
| 93   | 127  | - | - | - | - | - | - | - |

| 1793 | 1800 | 1806 | 1821 | 1831 | 1836 | 1841 | 1846 | 1851 |
| ---- | ---- | ---- | ---- | ---- | ---- | ---- | ---- | ---- |
| 272  | 213  | 326  | 254  | 309  | 305  | 274  | 287  | 280  |

| 1856 | 1861 | 1866 | 1872 | 1876 | 1881 | 1886 | 1891 | 1896 |
| ---- | ---- | ---- | ---- | ---- | ---- | ---- | ---- | ---- |
| 266  | 254  | 248  | 230  | 243  | 202  | 182  | 271  | 200  |

| 1901 | 1906 | 1911 | 1921 | 1926 | 1931 | 1936 | 1946 | 1954 |
| ---- | ---- | ---- | ---- | ---- | ---- | ---- | ---- | ---- |
| 209  | 208  | 185  | 124  | 120  | 96   | 104  | 90   | 110  |

| 1962 | 1968 | - | - | - | - | - | - | - |
| ---- | ---- | - | - | - | - | - | - | - |
| 90   | 85   | - | - | - | - | - | - | - |

## Culture locale et patrimoine

### Lieux et monuments
- Église Notre-Dame de Druval, en partie du XIIe siècle.
- Église Notre-Dame de Beaufour, des XIIIe et XIXe siècles.
- Église Saint-Aubin de Saint-Aubin-Lébisay, en partie du XIe siècle.
- Motte castrale[43],[44].

### Héraldique
| Blason de Beaufour-Druval | Blason  | Taillé ployé d'or et de sinople, au pommier coupé d'or et fruité de gueules brochant sur le tout, senestré en pointe d'une pomme de gueules feuillée de sinople et chargeant le sinople, au chef de gueules chargé de deux léopards d'or et soutenu d'une trangle, la ligne inférieure formée de six vagues d'azur. |
| Blason de Beaufour-Druval | Détails | Les deux léopards d'or des armoiries de Beaufour-Druval rappellent les armoiries de la Normandie. |